# فورفو
فـورڤو (بالإنجليزية: Forvo)‏ هو موقع ويب يسمح بالوصول وتشغيل مقاطع الصوت للألفاظ في العديد من اللغات المختلفة في محاولة تسهيل تعلم اللغات. انطلق الموفع في 2008. Forvo.com مملوك من قبل «فورفو ميديا» التي يقع مركزها في سان سباستيان ،إسبانيا. وقد أدرجته مجلة تايم في قائمة أفضل 50 موقع ويب في عام 2013. تصفح الموقع والاستماع مجاني ويمكن للمستخدمين التسجيل في الموقع إما لتنزيل مقاطع إم بي 3 للكلمات المنطوقة أو تسجيل الكلمات بأصواتهم وإضافتها للموقع.

## وصلات خارجية
- الموقع الرسمي